# ووریم، کوئینزلند
ووریم (به انگلیسی: Woorim) یک حومه شهر در استرالیا است که در کوئینزلند واقع شده‌است.